# Thunderball (альбом)
Thunderball (с англ. — «Шаровая молния») — девятый студийный альбом группы U.D.O., вышедший в 2004 году.
Thunderball записывался всю осень 2003 и зиму 2004 года. Название альбома и его содержание основано на фильме Thunderball, четвёртом фильме об английском суперагенте Джеймсе Бонде, что явственно видно из фотографии Удо, одетого во фрак на развороте альбома.
Специально для русских поклонников группы была записана песня Trainride in Russia, вступление к которой исполнено на русском языке (на специальном лимитированном издании песня называется Trainride In Russia (Poezd Po Rossii) и в ней и припев звучит на русском языке). Текст песни и музыка (аккомпанемент в песне исполнен на аккордеоне) навеян личными впечатлениями Удо Диркшнайдера от путешествия поездом на гастролях в России.
— «Поезд по России идёт и идёт, поезд по России — сто грамм, и вперёд»…
— Точно! Водка, девки, вагоны, приключения — все присутствовало в нужном количестве. Потому и песня такая душевная. Она ведь совсем не хеви-металлическая: я называю этот стиль полькой. Такая… в своем роде фольклорная русская музыка. В качестве трибьюта стране, которую мы (U.D.O.) полюбили всей душой.
Кроме того, группа сделала подарок своим поклонникам в Скандинавии: песня The Land of Midnight Sun посвящена трём скандинавским странам.
Затем группа отправилась в турне по Европе, начавшееся в Бразилии, а продолженного в Чехии и Польше, в начале апреля 2004 года группа выступила в шести городах Украины и приехала в Россию, где 11 апреля начала турне в Краснодаре, и выступив ещё в семи городах, закончила турне 23 апреля в Санкт-Петербурге. Только после России группа отправилась в Западную Европу, а также выступила в Японии и Турции
Альбом реализовывался AFM Records на компакт-диске (CD: AFM 077-2) и в виде Диджипака (2-CD: AFM 077-9), достиг 71 места в чартах Германии. Синглы к альбому не выпускались.
В Германии альбом поднялся до 83-й позиции в чартах, в Швеции до 46-й.

## Список композиций
Все песни написаны Диркшнайдером и Кауфманном с участием Игора Джианолы в «The Arbiter», «Blind Eyes» и «Fistful of Anger», и Фитти Виенхольда в «The Bullet and the Bomb» и «Pull the Trigger»
| №   | Название                                                     | Перевод названия            | Длительность |
| --- | ------------------------------------------------------------ | --------------------------- | ------------ |
| 1.  | «Thunderball»                                                | «Шаровая молния»            | 3:53         |
| 2.  | «The Arbiter»                                                | «Вершитель»                 | 4:07         |
| 3.  | «Pull the Trigger»                                           | «Тяни спусковой крючок»     | 4:34         |
| 4.  | «Fistful of Anger»                                           | «Полный гнева»              | 3:11         |
| 5.  | «The Land of Midnight Sun»                                   | «Страна полуночного солнца» | 5:18         |
| 6.  | «Hell Bites Back»                                            | «Ад кусает за задницу»      | 3:09         |
| 7.  | «Trainride in Russia»                                        | «Поездом по России»         | 4:45         |
| 8.  | «The Bullet and the Bomb»                                    | «Пуля и бомба»              | 3:58         |
| 9.  | «The Magic Mirror»                                           | «Волшебное зеркало»         | 4:56         |
| 10. | «Tough Luck II»                                              | «Невезуха № 2»              | 3:36         |
| 11. | «Blind Eyes»                                                 | «Слепые глаза»              | 4:19         |
| 12. | «Hardcore Lover (только на Диджипак)»                        | «Бескомпромиссный любовник» | 4:50         |
| 13. | «Trainride in Russia (Poezd po Rossii) (только на Диджипак)» | «Поездом по России»         | 4:45         |
| 14. | «Borderline (только на японском издании)»                    | «Граница»                   | 3:27         |
| 15. | «Blind Eyes (видеоклип, только на Диджипак)»                 | «Слепые глаза»              | 4:59         |

## Чарты
| Чарт (2004)                   | Высшая Позиция |
| ----------------------------- | -------------- |
| Швеция (Sverigetopplistan)    | 47             |
| Германия (Offizielle Top 100) | 83             |

## Участники записи
- Удо Диркшнайдер — вокал
- Штефан Кауфманн — гитара
- Игор Джианола — гитара
- Фитти Винхольд — бас-гитара
- Лоренцо Милано — ударные